# Doris Fuchs
Doris Fuchs (* 1966 in Düsseldorf) ist eine deutsche Politikwissenschaftlerin und Professorin für Internationale Beziehungen und Nachhaltige Entwicklung an der Westfälischen Wilhelms-Universität Münster. Sie ist Ko-Direktorin des Forschungsinstituts für Nachhaltigkeit (RIFS) in Potsdam.

## Werdegang
Sie promovierte in Politik und Ökonomie an der Claremont Graduate University in Kalifornien, habilitierte sich an der Ludwig-Maximilians-Universität München und lehrte und forschte u. a. an der University of Michigan, der Louisiana State University, der HHL-Leipzig Graduate School of Management und der Universität Stuttgart. Seit Oktober 2023 ist Fuchs Ko-Direktorin des Forschungsinstituts für Nachhaltigkeit (RIFS) in Potsdam, das Teil des Helmholtz-Zentrums Potsdam ist.
Die Forschungsschwerpunkte von Doris Fuchs liegen vor allem in der Nachhaltigen Entwicklung und Internationalen Politischen Ökonomie. Dabei stehen konzeptionelle Themen wie Macht (insbesondere strukturelle und diskursive Macht), nachhaltiger Konsum oder Finanzialisierung ebenso im Zentrum des Interesses wie deren empirische Analyse in den Politikfeldern der Umwelt-, Energie- oder Agrar- und Nahrungsmittelpolitik. Auf dieser Basis ist ein zentraler Fokus ihrer Forschung der politische Einfluss nicht-staatlicher, insbesondere wirtschaftlicher Akteure in der Governance der ökologischen und sozialen Nachhaltigkeit im Mehrebenensystem.

## Veröffentlichungen (Auswahl)
- Fuchs, Doris, Richard Meyer-Eppler, und Ulrich Hamenstädt. 2013. „Food for Thought: The Politics of Financialization in the Global Agrifood System“. Competition & Change 17(3): 219–233.
- Blättel-Mink B., Brohmann B., Defila R., Di Giulio A., Fischer D., Fuchs D., Gölz S., Götz K., Homburg A., Kaufmann-Hayoz R., Matthies E., Michelsen G., Schäfer M., Tews K., Wassermann S., Zundel S. 2013. Konsum-Botschaften. Was Forschende für die gesellschaftliche Gestaltung nachhaltigen Konsums empfehlen. Stuttgart: S. Hirzel Verlag.
- Fuchs, Doris, Agni Kalfagianni, Jennifer Clapp, und Lawrence Busch. 2011. „Private Agrifood Governance. Values, Shortcoming and Strategies“. Agriculture and Human Values 28 (3): 335–344.
- Clapp, Jennifer, und Doris Fuchs (Hrsg.). 2009. Corporate Power in Global Agrifood Governance. Challenges and Strategies. Boston: MIT Press.
- Fuchs, Doris. 2007. Business Power in Global Governance. Boulder: Lynne Rienner Publishers.
- Fuchs, Doris, und Sylvia Lorek. 2005. „Sustainable Consumption Governance. A History of Promises and Failures“. Journal of Consumer Policy 28 (3): 261–288. Reprinted in Dauvergne, Peter (Hrsg.). 2013. Environmental Politics. Houndmills: Edward Elgar, 652–679.